# Süd-Alberta

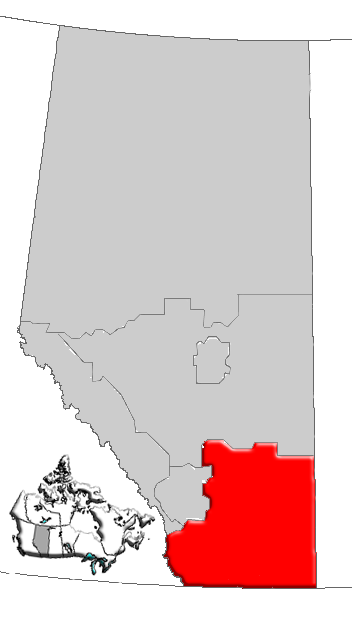
Auf der Karte von Alberta ist die Lage der Region rot markiert.

Süd-Alberta (englisch Southern Alberta) ist eine der sechs Regionen in der kanadischen Provinz Alberta. 

## Geographie
| Alberta’s Rockies Calgary Region | Zentral-Alberta                             |              |
| British Columbia                 | Kompassrose, die auf Nachbargemeinden zeigt | Saskatchewan |
|                                  | Montana                                     |              |

Die Region Southern Alberta umfasst den kanadischen Bereich der Great Plains und wird im Westen von den kanadischen Rocky Mountains und ihren Ausläufern begrenzt. Die westliche Region wird von den halbtrockenen Mischgrassprärien des Palliser-Dreiecks dominiert, wo sich zahlreiche Farmen und Ranches finden. Im nördlichen Bereich finden sich die Badlands, welche sich nach Zentral-Alberta fortsetzen.

### Gewässer
- Bow River
- Oldman River
- Red Deer River
- South Saskatchewan River
- Milk River

Die genannten Flüsse entwässern alle nach Norden in die Hudson Bay, lediglich der letztgenannte Milk River entwässert nach Süden in den Golf von Mexiko.

### Schutzgebiete
- Biosphärenreservat Waterton, ein von der UNESCO anerkanntes Biosphärenreservat
- Dinosaur Provincial Park, als UNESCO-Weltnaturerbe
- Waterton-Lakes-Nationalpark, als Teil des grenzüberschreitenden Waterton-Glacier International Peace Park zwischen Kanada und den Vereinigten Staaten.
- Writing-on-Stone Provincial Park, als UNESCO-Weltkulturerbekandidat

## Sehenswürdigkeiten
Neben den kanadischen Rocky Mountains und verschiedenen Nationalparks sowie Provinzparks gehört, in der Nähe von Fort Macleod, Head-Smashed-In Buffalo Jump als UNESCO-Weltkulturerbe und National Historic Site of Canada zu den Sehenswürdigkeiten der Region.

## Verkehr

### Straßen
Neben dem Alberta Highway 1 (Trans-Canada Highway), Highway 2 (Queen Elizabeth II Highway) und Highway 3 (Crowsnest Highway) führen die folgenden Straßen durch die Region:
| Nr. | Name                                         |
| --- | -------------------------------------------- |
| 4   | First Special Service Force Memorial Highway |
| 5   | -                                            |
| 36  | Veteran Memorial Highway                     |
| 41  | Buffalo Trail                                |

### Flughäfen
- Fort Macleod Airport
- Lethbridge Airport

## Politik und Verwaltung
Für die Repräsentation in der Legislativversammlung von Alberta ist die Region in die folgenden Wahlbezirke aufgeteilt:
- Airdrie-Chestermere
- Cardston-Taber-Warner
- Cardston-Taber-Warner
- Cypress-Medicine Hat
- Highwood, Lethbridge East
- Lethbridge West
- Little Bow
- Livingstone-Macleod
- Medicine Hat
- Strathmore-Brooks

Folgende Municipal Districts werden der Region zugerechnet:
- Municipal District of Acadia No. 34
- Cardston County
- Cypress County
- County of Forty Mile No. 8
- Kneehill County
- Lethbridge County
- County of Newell
- Municipal District of Pincher Creek No. 9
- Municipal District of Ranchland No. 66
- Starland County
- Municipal District of Taber
- Vulcan County
- County of Warner No. 5
- Wheatland County
- Municipal District of Willow Creek No. 26